# Ja-3 (Lastwagen)
Der Ja-3 (russisch Я-3) war ein Lastkraftwagen des sowjetischen Herstellers Jaroslawski Gossudarstwenny Awtomobilny Sawod (später Jaroslawski Awtomobilny Sawod), der 1925 bis 1928 in Serie gebaut wurde. Er war einer der ersten Lastwagen, der in der Sowjetunion in Serie hergestellt wurde.

## Fahrzeugbeschreibung

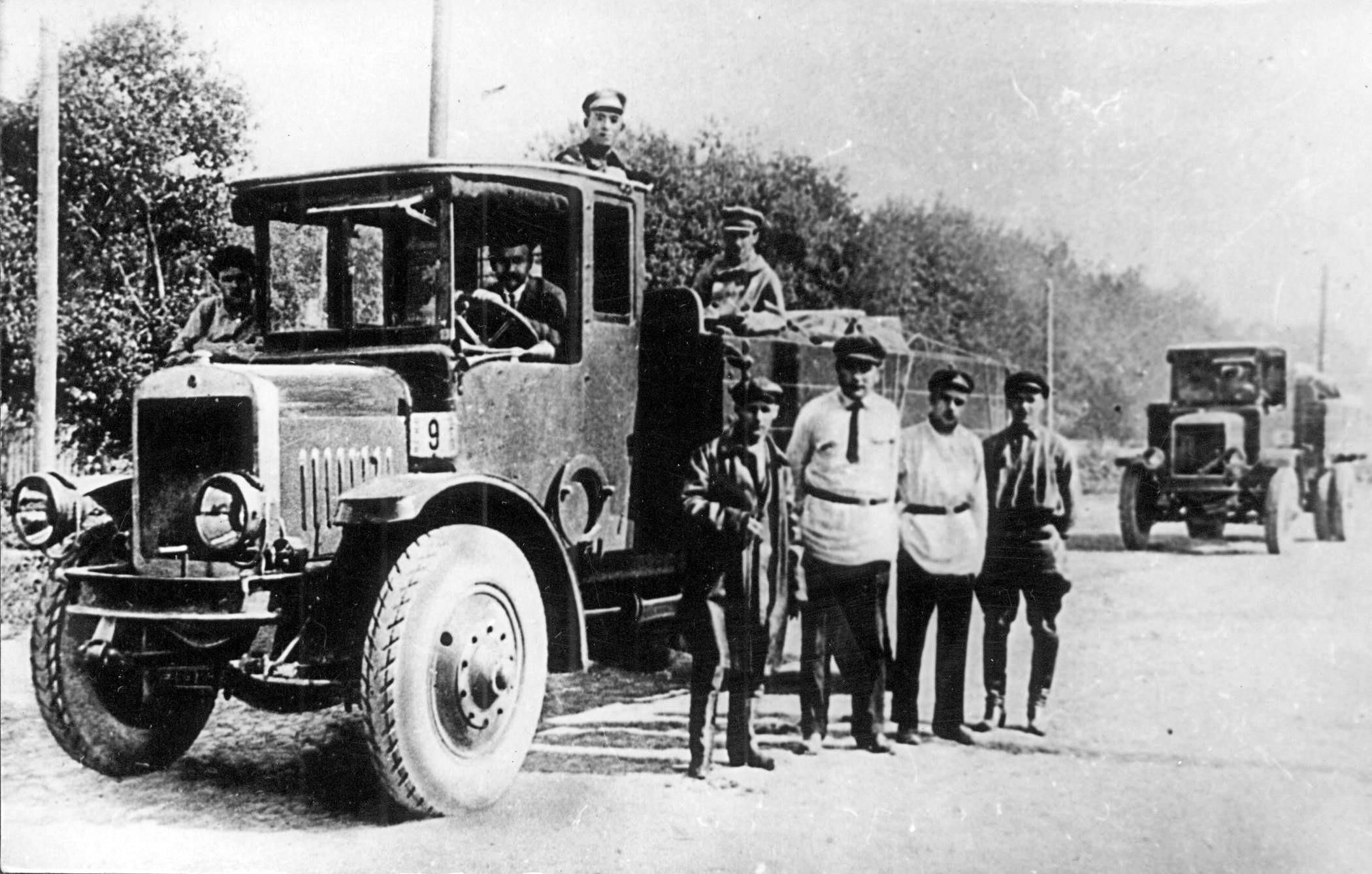
Zwei Ja-3-Lastwagen vor dem Start zur Testfahrt im Juni 1926. Der Fahrer des ersten Lastwagens ist Chefkonstrukteur Wladimir Danilow

Der Lastwagen, der auf Grundlage von US-amerikanischen Importmodellen der White Motor Company entwickelt und mit dem Motor des AMO-F-15 ausgerüstet wurde, war das erste Fahrzeug, das im Jaroslawski Gossudarstwenny Awtomobilny Sawod (kurz JaGAZ) gefertigt wurde. Das Werk wurde später in Jaroslawski Awtomobilny Sawod umbenannt.
Die beiden ersten Prototypen wurden im Dezember 1925 vollendet, Chefkonstrukteur war Wladimir W. Danilow. Rahmen und Fahrwerksteile waren für eine Nutzlast von fünf Tonnen ausgelegt, allerdings stand keine geeignete Motorisierung für diese Last zur Verfügung. Der verbaute Motor des deutlich kleineren AMO-F-15 leistete nur 35 PS und war damit zu schwach. Man begrenzte deshalb die Höchstgeschwindigkeit konstruktiv auf zirka 25 Kilometer pro Stunde und die Nutzlast auf drei Tonnen. Aufgrund der kurzen Übersetzung zeigte der Lkw jedoch gute Fahrleistungen auch bei schlechten Straßenverhältnissen.
Im Jahr 1926 unternahm man eine längere Probefahrt vom Werk in Jaroslawl über Moskau, Leningrad und zurück bis zum Ausgangspunkt. Im gleichen Jahr begann die Serienfertigung der Fahrzeuge, die bis 1928 andauerte und anschließend vom Ja-4 abgelöst wurde. Bei diesem griff man auf deutsche Importmotoren mit höheren Leistungen zurück, mit denen eine größere Nutzlast von vier Tonnen und eine höhere Höchstgeschwindigkeit möglich waren. Je nach Quelle wurden etwa 160 bis 170 Lkw des Typs Ja-3 gebaut.
Anhand des Ja-3 lässt sich der Einfluss von Importfahrzeugen auf den sowjetischen Fahrzeugbau der 1920er Jahre verdeutlichen. Die Lastwagen der US-amerikanischen Firma White waren, wie in Amerika üblich, Linkslenker. Die ersten Lastwagen aus sowjetischer Produktion wie der AMO-F-15 dagegen Rechtslenker. Diese Bauweise wurde jedoch bis Ende des Jahrzehnts völlig verdrängt.

## Technische Daten
Für den Ja-3.
- Motor: Vierzylinder-Ottomotor
- Leistung: 35 PS (26 kW), nach alternativen Angaben auch 40 PS (29 kW)
- Hubraum: 4396 cm³
- Verdichtung: 4,5:1
- Verbrauch: 40–45 l/100 km
- Tankinhalt: 177 l
- Höchstgeschwindigkeit: 25–30 km/h
- Getriebe: Mechanisch, 4 Vorwärtsgänge
- Antriebsformel: 4×2
- Sitzplätze: 3

Abmessungen und Gewichte
- Länge: 5500 mm
- Breite: 2500 mm
- Höhe: 2550 mm
- Ladefläche (L×B×H): 3480 mm × 2330 mm × 600 mm
- Radstand: 4200 mm
- Reifendimension: 40×8", alternativ auch 38×8"
- Leergewicht: 4180 kg
- Zuladung: 3000 kg